# Edwin Lutyens
Sir Edwin Landseer Lutyens (29. března 1869 Londýn – 1. ledna 1944 Londýn) byl britský architekt, designér a zahradní architekt. Bývá považován za jednoho z největších britských architektů 20. století. Navrhl mnoho anglických venkovských domů a podílel se na návrhu a výstavbě Nového Dillí.

## Život
Po studiu architektury na South Kensington School of Art v Londýně v letech 1885 až 1887 Lutyens pracoval v architektonické kanceláři Ernesta Georgeho a Harolda Petoa. Tam se seznámil s Herbertem Bakerem, se kterým později pracoval na projektu Nového Dillí.
V roce 1888 si Lutyens otevřel vlastní ateliér. Jedním z prvních úkolů byl soukromý dům v Crooksbury v hrabství Surrey. Při práci na něm se setkal s budoucí zahradní návrhářkou Gertrudou Jekyllovou. Byl to začátek plodné spolupráce, která významně ovlivnila vzhled mnoha jeho venkovských domů. Zahrady Lutyens-Jekyll-Garten kombinují klasickou architekturu schodišť a balustrád s neformálními cihlovými cestami, uvolněnými liniemi záhonů, liliemi, vlčími boby, stračkami a levandulí, a tím kontrastují s tradičními geometrickými půdorysy záhonů viktoriánského období.
Dva roky poté, co mu byla představena, si Luytens 4. srpna 1897 navzdory nelibosti rodičů vzal lady Emily Lyttonovou, dceru politika Roberta Bulwera-Lyttona. Měli pět dětí, ale manželství se rychle rozpadlo. Lady Emily konvertovala k teosofii a východnímu náboženství s emocionální a filozofickou fascinací Krišnamúrtim. Jejich dcera Elisabeth Lutyensová (1906–1983) byla známá hudební skladatelka; druhá dcera Mary Lutyensová (1908–1999) se stala spisovatelkou. Politik Nicholas Ridley byl jejich vnuk.
Zpočátku byly Lutyensovy návrhy založeny na řemeslném stylu hnutí uměleckých řemesel, ale kolem roku 1900 se obrátil ke klasicismu. Vytvořil řadu účelem velmi odlišných budov. Soukromé domy jako Bois des Moutiers na francouzském pobřeží Atlantiku, kostely jako ten pro nové předměstí Hampstead Garden v Londýně, hrad Castle Drogo v Drewsteigntonu i tvorba nového hlavního města Indie Nového Dillí, kde svůj klasicismus obohatil prvky místní architektury. V roce 1910 pobýval v Jižní Africe, aby se podílel na návrhu Galerie umění v Johannesburgu, která byla slavnostně otevřena v roce 1915.
Po první světové válce byl Lutyens pověřen návrhem několika pomníků padlým. Nejznámějšími jsou kenotaf v Londýně a památník pro nezvěstné z bitvy na Sommě. Navrhl také Národní válečný památník v Islandbridge v Dublinu, který byl rozšířen v roce 1980. Mezi další díla patřil Tower Hill Memorial a památník ve Victoria Parku v Leicesteru. Lutyens také zrekonstruoval hrad Lindisfarne.
V roce 1918 byl Lutyens povýšen na rytíře. Byl přijat na Královskou akademii umění jako kandidát v roce 1913, poté byl zvolen řádným členem od roku 1920 a prezidentem této instituce byl v letech 1938 až 1944.
V roce 1924 Lutyens dokončil známý Dům pro panenky královny Marie (Queen Mary’s Dolls’ House). Čtyřpodlažní palladiánská vila je provedena v měřítku 1:12 je nyní trvale vystavena ve veřejné části hradu Windsor. Dům nebyl navržen jako dětská hračka, ale spíše proto, aby představil to nejlepší z britského řemeslného umění své doby.
V posledních letech svého života trpěl Lutyens několikrát zápalem plic. Počátkem 40. let mu byla diagnostikována rakovina. Zemřel na Nový rok 1944 a byl zpopelněn v krematoriu Golders Green, jeho urna je pohřbena v katedrále sv. Pavla v Londýně.